# Antoine Roney
Antoine Roney (Philadelphia (Pennsylvania), 1 april 1963) is een Amerikaanse jazzmuzikant (saxofoon, basklarinet) van de modernjazz.

## Biografie
Roney is afkomstig uit een muzikale familie. Zijn grootvader Roosevelt Sherman speelde bij Frankie Fairfax en de trompettist Wallace Roney is zijn oudere broer. Zijn vader leerde hem op 5-jarige leeftijd het drumspel. Op jeugdige leeftijd wisselde hij naar de klarinet en via de alt- naar de tenorsaxofoon. Na een opleiding aan de Duke Ellington School of the Arts studeerde hij aan het Hart College bij Jackie McLean en speelde hij soms bij Clifford Jordan en Donald Byrd. In 1991 werd hij lid van de band van zijn broer, met wie hij ook internationaal op tournee ging. Hij was ook betrokken bij veel van diens opnamen en formeerde ook zijn eigen bands. In 2001 toerde hij met Al Foster door Europa. Hij werkte ook mee aan opnamen van Jesse Davis, Cody Moffett, Cindy Blackman, Ricky Ford, Sarah Morrow en Michael Carvin. Verder werkte hij met Ted Curson, John Patton, Ravi Coltrane, Geri Allen, Chick Corea en Elvin Jones.

## Discografie
- 1992: The Traveller (met W. Roney, James Spaulding, Jacky Terrasson, Dwayne Burno, Louis Hayes)
- 1995: Whirling (Muse Records; met Ronnie Matthews, Santi Debriano, Nasheet Watts)